# Montúa
Montúa o chelva es una variedad de uva (Vitis vinifera) blanca. Otros nombres con el que se conoce es chelva de Cebreros, chelva de Guareña, mantúo, montuo, uva rey y villanueva. Según la Orden APA/1819/2007, por la que se actualiza el anexo V, clasificación de las variedades de vid, del Real Decreto 1472/2000, de 4 de agosto, por el que se regula el potencial de producción vitícola, la montúa/chelva es variedad recomendada como uva de mesa y autorizada como uva para hacer vino en Andalucía, Castilla-La Mancha y Castilla y León. Se cultiva en las denominaciones de origen Ribera del Guadiana y Jerez.